# Amanze Egekeze
Amanze Egekeze, de son nom complet Amanze Ikenna Egekeze, né le 3 décembre 1995 à Lake in the Hills aux États-Unis, est un joueur de basket-ball américano-nigérian évoluant au poste d'ailier fort.

## Biographie
Egekeze est le fils de Gilbert et Lize Egekeze, originaires du Nigéria. Il joue pendant 4 ans pour les Red Raiders du lycée de Huntley dans l'État de l'Illinois, aux États-Unis. En 2014, il est élu joueur de basket-ball masculin de l'année par le journal Northwest Herald.
Egekeze joue 4 ans dans le championnat universitaire NCAA avec les Bruins de Belmont avec lesquels il marque un total de 1 348 points. En senior, il est le deuxième meilleur marqueur (16,8 points par match) et rebondeur (5,0 rebonds par match) pour les Bruins ; il est nommé dans l'équipe type "First-team All-Ohio Valley Conference",.
Le 13 juillet 2018, Egekeze signe avec le club japonais Yokohama B-Corsairs qui évolue dans la première division du championnat B.League. Au cours de la même saison, il joue également quelques matchs avec les clubs Ryukyu Golden Kings et Niigata Albirex BB de ce même championnat. Il termine la saison à 14,6 points, 6,5 rebonds et 1,5 passe décisive de moyenne par match pour un total de 21 matchs avec ces 3 différentes équipes.
En septembre 2019, Egezeke signe avec le club PAOK Salonique qui évolue dans le Championnat de Grèce de basket-ball. Après une saison 2019-2020 en championnat compliquée où le PAOK Salonique évite la relégation sur décision administrative à la suite de l'arrêt de la saison en raison de la pandémie de Covid-19, il termine à 3,3 points, 2,4 rebonds et 0,3 passe décisive de moyenne par match pour un total de 11 matchs à 12,7 minutes de temps de jeu en moyenne. Il découvre la Ligue des champions au cours de cette même saison qu'il termine à 4,3 points, 1,8 rebond et 0,6 passe décisive de moyenne par match pour un total de 9 matchs à 13,9 minutes de temps de jeu en moyenne. À l'image de sa saison compliquée en championnat, le PAOK Salonique termine avant-dernier de sa poule D de 8 équipes avec 5 victoires et 9 défaites, et ne se qualifie pas pour le tour suivant.
En juin 2020, Egezeke signe avec le club français du BC Gries-Oberhoffen qui évolue en Pro B. En Leaders Cup, de laquelle le BC Gries-Oberhoffen est éliminé de son groupe D à 3 équipes avec 1 victoire et 3 défaites, il enregistre 13,0 points, 4,5 rebonds et 0,7 passe décisive de moyenne par match pour un total de 4 matchs à 26,5 minutes de temps de jeu en moyenne.

## Palmarès et distinctions

### NCAA
- Avec les Bruins de Belmont :
  - First-team All-OVC (2018)